# Delina Ibrahimaj
Delina Ibrahimaj (* 23. Dezember 1983 in Tirana) ist eine albanische Politikerin. Sie ist Staatsministerin für Schutz des Unternehmertums in der albanischen Regierung. Von September 2021 bis September 2023 war sie Finanz- und Wirtschaftsministerin.

## Biografie
Ibrahimaj wurde am 23. Dezember 1983 in Tirana geboren. Sie studierte in Italien an der Universität Tor Vergata und später an der Università Commerciale Luigi Bocconi Finanzen und Wirtschaftsmanagement. Von 2005 bis 2007 war sie Geschäftsführerin einer Logistikfirma. Anschließend arbeitete Ibrahimaj bis 2015 als Ökonomin bei der Zentralbank Banka e Shqipërisë. Daneben war sie im Vorstand des Kulturzentrums „Tirana Ekspres“. Von 2016 bis 2019 war sie Generaldirektorin des Instituti i Statistikës. Zudem war sie in den Jahren 2015 und 2016 als Koordinatorin für Finanzen und Wirtschaft Mitglied des Einsatzraums des Ministerpräsidenten.
Am 2. September 2021 wurde sie von Premierminister Edi Rama im neuen Kabinett Rama III zur Ministerin für Finanzen und Wirtschaft ernannt. Im September 2023 wurde sie im Rahmen einer Kabinettsumbildung zur Staatsministerin für Schutz des Unternehmertums ernannt. Die Gründe wurden nicht genannt, aber es standen Vorwürfe der Korruption in verschiedenen Ministerien im Raum. Bereits zu Beginn des Jahres 2023 hatte sie ihren Rücktritt eingereicht, nachdem ein Generalsekretär ihres Ministeriums wegen Korruption verhaftet worden war. 2024 wurden Vorwürfe erhoben, dass ihr Ehemann und Schwiegervater Geschäfte tätigten, ohne dass Klarheit über die Herkunft ihres Vermögens bestünde.